# John Carl Buechler
John Carl Buechler (ur. 18 czerwca 1952 w Belleville, zm. 17 marca 2019) – amerykański twórca efektów specjalnych, reżyser, charakteryzator, aktor, producent filmowy i scenarzysta, trzykrotnie nominowany do Saturn Award. Zdobywca nagrody Festival Trophy na festiwalu filmowym Screamfest. W jego twórczości dominowały filmy science fiction, horrory i fantasy.

## Życiorys
Urodził się w Belleville w stanie Illinois. Podobnie jak setki innych młodych utalentowanych filmowców, zaczął od niskobudżetowych filmów Rogera Cormana. Założył własną firmę Mechanical Imageries Inc.  
W 1982 w studiu New World Pictures uczestniczył w tworzeniu efektów specjalnych do filmu fantasy Czarownica (Sorceress). Zdobywał kolejne doświadczenie pracując przy filmach: Android (1982) z Klausem Kinski oraz Łowca śmierci (Deathstalker, 1983) z Laną Clarkson i Richardem Brookerem. Na późniejszym etapie był sporadycznie zaangażowany we współpracę z Rogerem Cormanem, tworząc filmy, takie jak Dinosaur Island (1994) w reżyserii Freda Olena Raya i Jima Wynorski oraz Carnosaur 3: Primal Species (1996) ze Scottem Valentine.
W 1984 jako pierwszy stworzył efekty specjalne będąc na fotelu reżysera filmu Władca podziemi (Ragewar) z Richardem Mollem i Blackie Lawlessem. Dla swojej firmy, Empire Pictures, a później Full Moon Pictures, wyreżyserował potem także kolejne trzy produkcje: Troll (1986) z Shelley Hack, Mieszkaniec podziemi (Cellar Dweller, 1988) z Yvonne De Carlo, Vince’em Edwardsem, Brianem Robbinsem i Pamelą Bellwood oraz Ghoulies w koledżu (Ghoulies III: Ghoulies Go to College, 1991), a w ciągu następnych dwudziestu lat stworzył efekty specjalne, m.in. dla filmu Cyborg 3 (Cyborg 3: The Recycler, 1994) z Malcolmem McDowellem czy serialu Nowe przygody Tarzana (Tarzan: The Epic Adventures, 1996) z Joe Larą w roli tytułowej. Jego najbardziej znaną pracą reżyserską jest film Piątek, trzynastego VII: Nowa krew (Friday the 13th Part VII: The New Blood, 1988).  
W 2006 wyreżyserował filmową adaptację powieści Roberta Louisa Stevensona Tajemniczy przypadek doktora Jekylla i pana Hyde’a (The Strange Case of Dr. Jekyll and Mr. Hyde) z Vernonem Wellsem, Tonym Toddem i Tracy Scoggins.
W 2019, po zdiagnozowaniu IV stadium raka gruczołu krokowego, jego żona założyła stronę GoFundMe, aby pomóc w pokryciu kosztów leczenia. Zmarł 17 marca 2019 w wieku 66 lat.